# Dimlang
Dimlang (dawniej Vogel Peak) – góra w Nigerii, w łańcuchu górskim Shebshi. Jej wysokość wynosi 2042 m n.p.m.